# Dragana Popović
Dragana Popović (rođ. Stanković) je srpska operska pevačica, lirski mecosopran, slobodni umetnik i građanski aktivista.

## Biografija
Rođena je u Jagodini (Srbija) 1980. godine. Završila je Muzičku školu “Vladimir Đorđević” u Jagodini (klavirski odsek), Muzičku školu “Stanković” u Beogradu (solo pevanje) i Gimnaziju “Svetozar Marković” u Jagodini. Diplomirala je na Fakultetu muzičke umetnosti u Beogradu.
Peva na operskim i koncertnim scenama u zemlji i inostranstvu. Živi u Zrenjaninu (Srbija). Predaje solo pevanje u Muzičkoj školi “Josif Marinković” u Vršcu.
Bila je stipendista fondacije CEE Musiktheater iz Beča (Austrija) od 2007. do 2010. godine. Dobitnik je nagrade Pokrajinskog sekretarijata za sport i omladinu AP Vojvodina za rezultate svojih učenika 2013. godine. Nagrađena je na međunarodnom takmičenju operskih pevača „Elena Teodorini“ u Rumuniji 2015. godine.

### Uloge u operi
Nastupala je u ulogama Rozine (Seviljski berberin, Rosini), Anđeline (Pepeljuga, Rosini), Kerubina (Figarova ženidba, Mocart), Didone (Dido i Aeneas, Persel), Dona Elvire (Don Đovani, Mocart), Dorabele (Tako čine sve, Mocart), Katrin Džonson (Ljubičasta vatra, Gibson), Glasnice i Nade (Orfej, K.Monteverdi), Paža (Rigoleto, Đ.Verdi), Lučije (Kavalerija rustikana, P.Maskanji), Flore (Travijata, Đ.Verdi), Kejt Pinkerton (Madam Baterflaj, Đ.Pučini), Otavije i Fortune (Krunisanje Popeje, K.Monteverdi), Medora (Orlando, G.F.Hendl), Made (Suton, S.Hristić), Paža (Legenda o nevidljivom gradu Kitežu, N.R.Korsakov), Cite (Đani Skiki, Đ.Pučini), Majke (Knez Ivo od Semberije, I.Bajić), Mis Meg Pejdž (Falstaf, Đ. Verdi)

#### Koncertni nastupi
Pevala je kompozicije  Baha, Hendla, Vivaldija, Persela, Mocarta, Rosinija, Kaldare, Britna, Bukstehudea, Pergolesia i drugih.
Učestvovala je na festivalima: BEMUS (Beograd, Srbija), JUNGE OPER SCHLOSS (Vajkershajm, Nemačka), NEXT WAVE (Njujork, SAD), NIMUS, Obzorja na Tisi, Korčulanski barokni festival, Varaždinske barokne večeri, Mokranjčevi dani, Csikszeredai Regizene Fesztival, Bledski festival, Festival rane muzike, GO Abruzzo Festival.

#### Građanski aktivizam
Građanskim aktivizmom je počela da se bavi 2014. godine u Zrenjaninu, kada je izvela sedmodnevni performans “ćutanjem na ćutanje” kako bi podstakla dijalog o problemu neispravne vode za piće u tom gradu. Istaknuti je protivnik izgradnje kineske fabrike automobilskih guma Linglong u Srbiji.
Od 2022. godine je na čelu nevladine organizacije Građanski preokret. U javnosti iznosi kritičke stavove prema vlasti Srpske napredne stranke.